# Hessische Bergstraße
Hessische Bergstraße es la parte septentrional de la Bergstraße ("Ruta de Montaña") en Hesse, un estado federado de Alemania. Con aproximadamente 460 ha es una de las más pequeña de las 13 comarcas vinícolas de Alemania. Al sur continua la Badische Bergstraße.